# Croix de chemin de Villard
 (août 2019).
Si vous disposez d'ouvrages ou d'articles de référence ou si vous connaissez des sites web de qualité traitant du thème abordé ici, merci de compléter l'article en donnant les références utiles à sa vérifiabilité et en les liant à la section « Notes et références ».
La croix de chemin de Villard est une croix de chemin située à Villard, en France.

## Localisation
La croix est située dans le département français de la Haute-Savoie, sur la commune de Villard.

## Historique
L'édifice est classé au titre des monuments historiques en 1906.